# ヨハン・ペーター・ピクシス
ヨハン・ペーター・ピクシス（Johann Peter Pixis, 1788年2月10日 - 1874年12月22日）は、ドイツのピアニスト、作曲家。

## 生涯
ピクシスはマンハイムに生まれた。父のフリードリヒ・ヴィルヘルム・ピクシス（Friedrich Wilhelm-）はマンハイムでオルガニストを務めており、ゲオルク・ヨーゼフ・フォーグラーの弟子であった。兄のフリードリヒはジョヴァンニ・バッティスタ・ヴィオッティ門下のヴァイオリニストであり、プラハへ赴き音楽水準の向上に貢献した人物であった。
ピクシスはウィーンで過ごしていた時期に、ヨハン・ゲオルク・アルブレヒツベルガーに作曲を師事している。同地ではベートーヴェン、マイアベーア、シューベルトらと交流した。彼は途中に短期間外部へ赴いたことを除き1823年までウィーンで暮らしており、同地でオペラ作曲家として身を立てることを目指したが、うまくいかなかった。一時期ミュンヘンに居住した後、ピクシスは1825年から1845年の間をパリで過ごしてコンサートピアニストとして活躍した。キャリアの絶頂期にあたる1830年頃には、彼は同時代で最も成功したピアニストの1人であるとみなされていた。パリではフランツ・リストの父アダム・リストが、カール・チェルニーに宛ててピクシスの態度に対する不満を書き送っている。初の演奏旅行の途上にあった彼らに対し、ピクシスは「遜るということをせず（中略）このような態度は非難の的になるであろう。」という内容であった。ピクシスは1845年からバーデン＝バーデンに移り、公の活動からはほとんど身を引き、同地で没するまでピアノ教師として働いた。
ピクシスは多くの楽曲を作曲したが、中でもフランツ・リストがまとめ役となって共同制作された「ヘクサメロン変奏曲」に6人の作曲家のひとりとして参加したことが知られる。それ以前にも1819年から1823年に51人の作曲家によって作曲された合作「ディアベリのワルツによる変奏曲集」にも参加している。この作品は単独で出版されることになったベートーヴェンの「ディアベリ変奏曲」と同じ主題に基づくものである。ショパンは「ポーランド民謡による大幻想曲」 Op.13をピクシスへ献呈している。

## 主要作品

### オペラ
| タイトル                          | ジャンル               | 幕数 | 台本                                    | 初演地   | 初演年        |
| Almazinde oder die Höhle Sesam    | ロマンティック・オペラ | 3幕  | ハインリヒ・シュミット                  | ウィーン | 1820年4月11日 |
| Der Zauberspruch                  | ロマンティック・オペラ | 2幕  | カルロ・ゴッツィ                        | ウィーン | 1822年4月25日 |
| Bibiana oder Die Kapelle im Walde | ロマンティック・オペラ | 3幕  | ハインリヒ・クーノの中編小説のLouis Lax | アーヘン | 1829年8月8日  |
| Die Sprache des Herzens           | オペレッタ             | 1幕  | ヨハン・ペーター・リザー                | ベルリン | 1836年1月15日 |

### 器楽曲
- ピアノ協奏曲 変ホ長調 Op.68 （1826年、ライプツィヒ）
- ピアノ協奏曲 ハ長調 Op.100  （1826年、ウィーン）
- ピアノ四重奏曲 Op.4
- ピアノ五重奏曲 Op.99
- 大ピアノ三重奏曲 Op.75
- 大ピアノ三重奏曲第2番 Op.86
- 大ピアノ三重奏曲第3番 Op.95
- 大ピアノ三重奏曲第4番 Op.118
- 大ピアノ三重奏曲第5番 Op.129
- 大ピアノ三重奏曲第6番 Op.139
- 大ピアノ三重奏曲第7番 Op.147
- ピアノと管弦楽のための軍隊幻想曲 Op.121 （1833年、ライプツィヒ）